# Karl Scheible
Karl Scheible est un pilote de rallyes américain de Spencerport (État de New-York).

## Biographie
Il débute comme navigateur en 1985 en ProRally au côté de son père Wayne, puis comme pilote il s'essaie en 1988 sur la Volvo Turbo de ce dernier, alors toujours coureur automobile.
Il devient par la suite instructeur de pilotage au Walkins Glen Race Track durant trois saisons.
En 1999, il se consacre pleinement au SCCA Michelin ProRally sur un véhicule alors inhabituel, une Volkswagen New Beetle (très remaniée).
À partir de 2001, il évolue sur Subaru (Subaru Rally Team USA), devenant pour la première fois pilote officiel, sur la version WRX 2002.
En 2002, il fait encore équipe avec Mark Lovell chez Subaru, puis redevient équipage privé en 2003 sur Subaru WRX STI.
Il dirige une compagnie d'art graphique de presse, Lazer Inc., à Rochester.

## Titres
- Coupe d'Amérique du Nord des rallyes Toutes Catégories: 2000, sur Mitsubishi Lancer Evo V  (25e édition);
- Coupe d'Amérique du Nord des rallyes classe Open: 2000 (Evo V);
- Coupe d'Amérique du Nord des rallyes des voitures de Production; 1999 (VW New Beetle);
- Champion des États-Unis SCCA ProRally du groupe N: 2000 (Evo V), et 2001 (Subaru WRX);
- Champion des États-Unis SCCA ProRally des voitures de Production: 1999 (VW New Beetle);
  - Vice-champion des États-Unis SCCA ProRally: 2000 (Evo V).

- Participation à la victoire de Subaru au Championnat des constructeurs SSCA PRORally en Toutes Catégorie, et en classe GT Production: 2001 (avec Lovell)

## Victoires
- Susquehannock Trail Performance (STP) Rally: 2000 (copilote Ross Hughes);
- Ontario Winter Rally: 1992 (VW Golf) et 1998 (Audi);
- Groupe N du Sno*Drift Rally: 2000 (2e au général; 2e du Gr.N en 2001);

...
(nb: à noter une seconde place en Time attack 4WR au Pikes Peak en 2010, sur sa Subaru STI)

## Récompenses
- SCCA  Finger Lakes Region Driver of the Year: 1999 et 2000.